# Dream Morning Musume Concert Tour 2011 Haru no Mai ~Sotsugyōsei DE Saikessei~
Albums de Dream Morning Musume
Dreams 1
(2011)
Vidéos par Dream Morning Musume
Special Live 2012 Nippon Budokan
(2012)
 Dream Morning Musume Concert Tour 2011 Haru no Mai ~Sotsugyōsei DE Saikessei~  (ドリームモーニング娘。コンサートツアー2011　春の舞　~卒業生 DE 再結成~) est une vidéo musicale (DVD) du groupe de J-pop Dream Morning Musume (composé d'anciens membres de Morning Musume), la première d'un de ses concerts.

## Présentation
La vidéo sort le 14 septembre 2011 sur le label zetima, aux formats DVD et Blu-ray, et atteint la 7e place du classement de l'Oricon, restant classée quatre semaines.
Le concert a été filmé le 4 mai 2011 dans la salle Nakano Sun Plaza de Tokyo, en promotion du double album Dreams 1 sorti deux semaines auparavant. Le concert reprend la quasi-totalité des titres figurant sur l'album (reprises et originaux du groupe Morning Musume), excepté quatre d'entre eux (trois réenregistrés spécialement par les membres, et Memory Seishun no Hikari présent en version originale sur la compilation incluse). Six autres titres de Morning Musume ne figurant pas sur l'album sont également interprétés pendant la tournée et figurent sur la vidéo : Iroppoi Jirettai, Shabondama, et quatre titres réunis dans un medley (Do it! Now, deux autres titres tirés d'albums, et une face B de single).
La liste des titres du concert, tout comme celle de l'album, propose un choix varié quant aux chansons sélectionnées et à leur ancienneté. En effet, huit des neuf premiers albums du groupe Morning Musume sont représentés, de First Time sorti en 1998 (avec les titres Morning Coffee ou encore Summer Night Town) à Platinum 9 Disc sorti en 2009 (avec le titre Mikan) ; l'album manquant, Sexy 8 Beat, était représenté sur l'album Dreams 1 par le titre Sexy Boy ~Soyokaze ni Yorisotte~, mais cette chanson n'est finalement pas reprise en concert. Lors de la partition du groupe en deux sous-groupes pour interpréter certaines chansons du concert, les membres ne sont pas réparties par âge, excepté pour les chansons Morning Coffee (premier single de Morning Musume) et Iroppoi Jirettai (premier single avec Koharu Kusumi), ce qui amène Yūko Nakazawa et Kaori Iida à participer à la reprise de Mikan dont Kusumi est la seule interprète d'origine.
En bonus le dvd nous plonge dans les coulisses de la tournée après le départ de Miki Fujimoto en congé maternité. Entrecoupé avec des interviews des 9 membres, le reportage nous dévoile que les titres Mr Moonlight ~Ai no Big Band~ et Sexy Boy ~Soyokaze ni Yorisotte~ ont été interprétés. On aperçoit de nombreux moments émouvants comme la venue de Maki Goto et de Nozomi Tsuji en guest sur un concert ou encore de l'anniversaire de Makoto. On peut voir aussi des MC ou des messages d'au-revoir des membres assez drôles car ratés ou mal exprimés. Enfin on peut s'apercevoir que certains costumes de scènes ont été remplacés : pour I Wish, les 10 membres étaient vêtues de la même façon soit avec un veste bleue sur une robe blanche, le tout accompagné de santiags. Après le départ de Mikitty, les 9 membres sont habillées toutes de façon différentes, de par la couleur, la forme et les accessoires (oreilles de lapin pour Rika ou boule d'oreille en forme de tête de mort pour Hitomi.)

## Interprètes
- 1re génération : Yūko Nakazawa, Kaori Iida, Natsumi Abe
- 2e génération : Kei Yasuda, Mari Yaguchi
- 4e génération : Rika Ishikawa, Hitomi Yoshizawa
- 5e génération : Makoto Ogawa
- 6e génération : Miki Fujimoto
- 7e génération : Koharu Kusumi

## Liste des titres
1. Opening  (introduction)
2. Love Machine  (LOVEマシーン?) (de l'album 3rd -Love Paradise-)
3. Daite Hold On Me!  (抱いてHOLD ON ME!?) (de l'album Second Morning)
4. MC1  (présentation)
5. Koibito no Yō ni Kao wo Shite...  (恋人のような顔をして・・・?) (nouveau titre de l'album Dreams 1)
6. VTR  (présentation)
7. Joshi Kashimashi Monogatari (2011 Dreams Ver.)  (女子かしまし物語) (2011ドリムス。Ver.?)
8. Summer Night Town  (サマーナイトタウン?) (de l'album First Time)
9. Shabondama  (シャボン玉?) (de l'album Best! Morning Musume 2)
10. MC2  (présentation par Rika, Hitomi, Makoto, Miki & Koharu)
11. Morning Coffee (2011 Dreams Ver.)  (モーニングコーヒー) (2011ドリムス。Ver.?) (par Yuko, Kaori, Natsumi, Mari & Kei)
12. MC3  (présentation par Yuko, Kaori, Natsumi, Mari & Kei)
13. Iroppoi Jirettai  (色っぽい じれったい?) (par Rika, Hitomi, Makoto, Miki & Koharu) (de l'album Rainbow 7)
14. Atto Odoroku Mirai ga Yattekuru!  (あっと驚く未来がやってくる?) (nouveau titre de l'album Dreams 1)
15. Happy Summer Wedding  (ハッピーサマーウェディング?) (de l'album Best! Morning Musume 1)
16. Koi no Dance Site  (恋のダンスサイト?) (de l'album 3rd -Love Paradise-)
17. MC4  (présentation par Natsumi & Hitomi)
18. Mikan  (みかん?) (par Yuko, Kaori, Rika, Miki et Koharu) (de l'album Platinum 9 Disc)
19. Roman ~My Dear Boy~  (浪漫 ~MY DEAR BOY~?) (par Natsumi, Mari, Kei, Hitomi & Makoto) (de l'album Ai no Dai 6 Kan)
20. Medley (Do it! Now / Mirai no Tobira / Say Yeah ! ~Motto Miracle Night~ / Happy Night)  (メドレー) (Do it! Now⇒未来の扉⇒Say Yeah！-もっとミラクルナイト-⇒Happy Night?) (de l'album No. 5 / de l'album First Time / de l'album Best! 1 / du single Memory Seishun no Hikari)
21. MC5 (présentation par Rika & Hitomi)
22. Sōda! We're Alive  (そうだ! We're ALIVE?) (de l'album 4th Ikimasshoi!)
23. The Peace!  (ザ☆ピ~ス!?) (de l'album 4th Ikimasshoi!)
24. Renai Revolution 21  (恋愛レボリューション21?) (de l'album Best! Morning Musume 1)
25. Encore :  I Wish  (I WISH?) (de l'album Best! Morning Musume 1)
26. MC6  (remerciements)
27. Aozora ga Itsumademo Tsuzuku You na Mirai de Are!  (青空がいつまでも続くような未来であれ!?) (de l'album Rainbow 7)
28. Ending  (crédits)